# 荷黑·馬泰歐
荷黑·路易斯·馬泰歐（西班牙語：Jorge Luis Mateo，1992年8月14日—），為美國職棒大聯盟的游擊手與外野手，目前效力於巴爾的摩金鶯。他先前曾效力過聖地牙哥教士。

## 職業生涯

### 小聯盟時期
2012年1月，馬泰歐加盟洋基。隔年他升上多明尼加聯盟1隊，2014年升上GCL聯盟。2015年，他先後升上1A和高階1A，打擊率為2成78。
2016年，馬泰歐在洋基農場的排名甚至高過蓋瑞·桑契斯和亞倫·賈吉。他雖然受邀參加春訓，但最後沒升上大聯盟，最後在小聯盟入選未來之星明星賽。而他後來因為違反球隊的某些行為準則，最後連未來之星賽都沒得打。2017年6月，馬泰歐升上2A。
2017年7月31日，洋基用馬泰歐、Dustin Fowler和James Kaprielian交易到運動家，換來桑尼·葛雷。馬泰歐在小聯盟繳出2成67的打擊率，並敲出12轟與57分打點，另有52次盜壘成功。
2018年，棒球美國評價馬泰歐為全小聯盟跑速最快的球員，甚至比費城人外野手Roman Quinn還快。整季他在3A的打擊率為2成30，並敲出3轟與45分打點。
2019年，馬泰歐入選未來之星明星賽。這年他敲出小聯盟最多的14支三壘安打。

### 聖地牙哥教士
2020年6月30日，運動家將馬泰歐交易到教士，換來Junior Perez。他在8月13日登上大聯盟，並在27日敲出大聯盟首安。2021年4月29日，馬泰歐敲出大聯盟首轟。8月3日，球隊將他指定讓渡。

### 巴爾的摩金鶯
8月5日，金鶯從讓渡名單中選走馬泰歐。整季他的打擊率為2成47，並敲出4轟與14分打點。
2022年，馬泰歐成為金鶯的開幕戰先發游擊手。整季他的打擊率為2成21，並敲出13轟與50分打點。而他也以35次盜壘成功拿下美聯盜壘王頭銜，並獲得生涯首座防守聖經獎。

## 外部連結
- 球員資訊和成績在MLB，ESPN，Baseball-Reference，Fangraphs（英文）